# Eugeniu Boureanul
Eugeniu Boureanul, cunoscut și ca Eugen Boureanul, (n. 18 februarie 1885, Tecuci, Tecuci, România – d. 28 noiembrie 1971, Poenari, Ulmi, Giurgiu, România) a fost un prozator român.

## Biografie
S-a născut în 1885 la Tecuci în familia ofițerului Gheorghe Boureanul, care obținuse mai demult o diplomă de inginer la Schaffhausen (Germania) și apoi a avansat până la gradul de general, și a soției sale, Zoița (n. Galery). A absolvit studii la Facultatea de Drept și la Facultatea de Litere și Filozofie din cadrul Universității din Iași și apoi a obținut un doctorat în filozofie la Universitatea din Bologna (Italia).
După revenirea în România, a lucrat ca avocat, jurnalist, profesor și funcționar public la Iași și la București. În februarie 1916 a fondat, împreună cu Zaharia Bârsan, Theodor Cazaban, Ion Sân-Giorgiu, Dimitrie Iov, Artur Enășescu, Theodor Naum, Gavril Rotică și Radu Dragnea, revista Solia, care continua spiritul tradiționalist al Sămănătorului și ataca modernismul literar de la începutul secolului al XX-lea. În perioada 1935-1944 Eugeniu Boureanul a lucrat la Societatea Română de Radiodifuziune, unde a deținut un timp funcția de director.
Eugeniu Boureanul a murit în 1971 în satul Poenari (inclus azi în județul Giurgiu). A fost căsătorit cu profesoara de origine franceză Jeanne Michel de la Institutul „Pompilian” din București. Fiul lor a fost poetul, prozatorul și traducătorul Radu Boureanu (1906-1997).

## Activitatea literară
Debutul literar al lui Eugeniu Boureanul a avut loc în 1904 (sau în 1905, potrivit lui Anton Cosma) în revista Sămănătorul (anul III, pp. 795-796), cu povestea fantastică „Mărgărint și frumoasa fără trup”, al cărei ritm este, potrivit lui Nicolae Iorga, asemănător cu cel al lui George Coșbuc. Prima sa carte intitulată Povestiri din copilărie a apărut în 1905. Boureanul a colaborat apoi cu fragmente literare în publicațiile Flacăra, Neamul românesc, Floarea darurilor, Drum drept (Craiova), Adevărul literar și artistic, Arhiva, Evenimentul și altele. Perioada interbelică a fost perioada cea fertilă în plan literar a lui Eugeniu Boureanul, atunci fiind publicate mai multe volume de proză scurtă (schițe și povestiri), printre care Povestiri de pe dealuri (1926), Povestiri de prin văi (1928) și Omul fără noroc (1931), precum și romanul Cel din urmă erou (1943). O lungă călătorie de studii care l-a dus pe scriitor din Scandinavia în Africa de Nord, iar mai apoi în Ceylon și în vestul și nordul Indiei, a fost descrisă în cartea de memorii de călătorie De la Thule la Taprobana (1969), publicată fragmentar.
Eugeniu Boureanul a tradus scrieri ale lui Oscar Wilde, Gérard de Nerval, Johann Wolfgang von Goethe, Guy de Maupassant, Jack London și Lev Tolstoi. A obținut premiul Societății Scriitorilor Români în 1926.
Povestirile lui Eugeniu Boureanul au fost remarcate de Nicolae Iorga, care considera că unele dintre ele (printre care povestea tragică a jandarmului îndrăgostit de o țigăncușă, care va fi spânzurată de etnicii săi) sunt „de o frumuseță deosebită”. Scriitorul își căuta subiectele în lumea țiganilor, în lumea lipovenilor scopiți sau chiar în istoria țărilor române, el publicând în paginile revistei Drum drept din Craiova un mic roman despre pribegia domnului Petru Șchiopul și a familiei lui (inclus ulterior în volumul O istorie din alte vremuri).
Mihail Sadoveanu, care i-a fost coleg la revista Sămănătorul, îl descria astfel: „Eugeniu Boureanu avea pururi chin și neliniște în toată ființa. Obraz palid, ochelari cu șnur încălecați pe nas; nesigur, reținut și totuși izbucnind într'un entuziasm neașteptat. [...] Boureanu dovedea destule cunoștinți; curiozitatea lui se întindea pe multe tărâmuri; se exprima elegant și avea dar; însă făcea parte dintre acele ființi urmărite de neșansă oriunde”. Impresia lui Sadoveanu nu era însă una prea bună, deoarece Boureanul își atribuise, jumătate serios, jumătate în glumă, paternitatea unei culegeri de folclor alcătuite de Tudor Pamfile.

## Opera
- Povestiri din copilărie, București, 1905;
- Povestea lăcrămioarei, Iași, 1907 (ed. a II-a, 1908);
- Îndrumar în organizarea și administrarea bibliotecilor, București, 1913;
- O istorie din alte vremuri, București, 1921;
- Într-o noapte de vară, București, 1922;
- Comoara logofătului, București, 1922;
- Mitologia Eddelor, București, 1922;
- Sufletul ruinelor, București, 1923;
- Lupii, București, 1925;
- Sărmanii oameni, București, 1925;
- Povestiri de pe dealuri, București, 1926;
- Povestiri de prin văi, București, 1928;
- Reflecții și paradoxe, București, 1928;
- Omul fără noroc, București, 1931;
- Cel din urmă erou, București, 1943;
- Oameni de demult, București, 1966;
- Hatmanul Tomșa, București, 1968;
- Vijelia, Ed. Tineretului, București, 1969;
- De la Thule la Taprobana, București, 1969.

### Traduceri
- Jack London, Fiul lupului, București, 1929;
- Guy de Maupassant, Misterul, București, 1929;
- Guy de Maupassant, Răzbunarea mamei, București, 1929;
- Lev Tolstoi, Prizonierul din Caucaz și alte povestiri, București, 1929;
- J. W. Goethe, Povestea vulpoiului șiret, București, 1931;
- Oscar Wilde, Casa cu rodii, București, f.a.